# Intoxicación alimentaria
Una intoxicación alimentaria o intoxicación por alimentos es la manifestación clínica de toxicidad (intoxicación) consecuente a la exposición a sustancias tóxicas vehiculizadas por los alimentos tanto sólidos como líquidos. La intoxicación ocurre tras la ingestión de alimentos que están contaminados con sustancias orgánicas o inorgánicas perjudiciales para el organismo, tales como: venenos, toxinas, agentes biológicos patógenos, metales pesados, etcétera. La intoxicación alimentaria puede afectar a una persona o a un grupo de personas que hayan ingerido el mismo alimento contaminado. Se presenta más comúnmente después de consumir alimentos en comidas al aire libre, grandes reuniones sociales o restaurantes. También puede presentarse intoxicación alimentaria al consumir alimentos en mal estado.
La mayoría de los casos de intoxicaciones alimentarias son en realidad toxiinfecciones alimentarias, provocadas por bacterias patógenas, virus, priones o parásitos o sus productos metabólicos. Estas contaminaciones suelen surgir por manipulación, preparación o conservación inadecuadas de los alimentos. Las prácticas higiénicas adecuadas antes, durante y después de la preparación de los alimentos pueden reducir las posibilidades de sufrir una intoxicación. 
La vigilancia y control de los alimentos para asegurar que no producirán intoxicaciones alimentarias se denomina bromatología.[cita requerida]
Para la intoxicación alimentaria provocada por agentes químicos, véase contaminación alimentaria.

## Vías de contaminación
Las personas enfermas o portadoras de alguna enfermedad infectocontagiosa que manipulan alimentos son una de las causas más comunes de intoxicaciones alimentarias por contaminación con agentes patógenos. Algunas enfermedades comunes son ocasionalmente transmitidas a la comida mediante el vector agua. Entre ellas se incluyen infecciones provocadas por Shigella, hepatitis A y los parásitos Giardia lamblia y Cryptosporidium parvum. 
Otra causa importante para la contaminación de alimentos es la interacción de los alimentos con plagas, especialmente moscas, roedores y cucarachas, que funcionan como vectores contaminantes.
Las intoxicaciones alimentarias también pueden estar provocadas por la presencia de cualquier sustancia tóxica: pesticidas, medicamentos, solventes, metales pesados, etc., en la comida o bebida. También ocurren por el consumo inintencionado de productos naturales no alimenticios (no comestibles) que tienen sustancias tóxicas naturales como setas venenosas o peces de arrecife.

## Síntomas y mortalidad
Los síntomas y signos que se manifiestan en una intoxicación por alimentos contaminados dependen de la cantidad y calidad de los tóxicos ingeridos. Generalmente, los síntomas empiezan típicamente de varias horas a varios días después de la ingestión y, dependiendo del agente involucrado, pueden incluir uno o más de los siguientes: náuseas, dolor abdominal, vómitos, diarrea, fiebre, dolor de cabeza y fatiga. 
En la mayoría de los casos el cuerpo es capaz de recuperarse totalmente tras un corto periodo de malestar y enfermedad agudos. Sin embargo, las intoxicaciones alimentarias pueden provocar problemas de salud permanentes e incluso la muerte, especialmente en bebés, mujeres embarazadas (y sus fetos), ancianos, enfermos y otras personas con sistemas inmunológicos débiles.
De la misma forma, las personas con enfermedades hepáticas son especialmente vulnerables a infecciones por Vibrio vulnificus, que puede hallarse en ostras y cangrejos.

## Periodo de incubación
La demora entre el consumo de un alimento contaminado y la aparición de los primeros síntomas de enfermedad se denomina periodo de incubación. Este es muy variable, y puede ir desde unas pocas horas a varios días (y raras veces meses e incluso años, como en el caso de la listeriosis o la enfermedad de Creutzfeldt-Jakob), dependiendo del agente y la dosis consumida. Si los síntomas aparecen de 1 a 6 horas tras la ingesta, sugiere que la intoxicación es debida a una toxina bacteriana o sustancia química, más que a bacterias vivas.
En una toxoinfección alimentaria, durante el periodo de incubación, los microbios pasan del estómago al intestino, se sujetan a las células de las paredes intestinales y empiezan a multiplicarse allí. Algunos tipos de microbio permanecen en el intestino, otros producen toxinas que son absorbidas por la corriente sanguínea y otros pueden invadir directamente tejidos corporales más profundos. Los síntomas que provocan dependen del tipo de microbio.

## Dosis infecciosa
La dosis infecciosa es la cantidad de agente que debe ser consumida para dar lugar a las manifestaciones clínicas de intoxicación alimentaria. La dosis infecciosa depende del agente y de otras variables de la persona que lo ingiere, como la edad y estado de salud. 
En el caso de la Salmonella, en voluntarios humanos saludables, es necesaria una inoculación relativamente grande, entre 10 a 100 millones de organismos para provocar los síntomas, al ser estas bacterias muy sensibles al ácido. Sin embargo, un pH estomacal artificialmente elevado reduce enormemente el número de organismos necesario para provocar síntomas (de 10 a 100 órdenes de magnitud).

## Agentes patógenos
Una antigua teoría sobre las causas de la intoxicación alimentaria involucraba a las tomaínas, alcaloides presentes en la materia animal y vegetal en descomposición. Aunque algunos alcaloides venenosos provocan envenenamientos, el descubrimiento de las bacterias dejó obsoleta la teoría de la tomaínas.

### Bacterias
Las bacterias son una causa común de intoxicaciones alimentarias. En el Reino Unido durante el 2000, las bacterias implicadas en intoxicaciones fueron: Campylobacter jejuni 77,3%, Salmonella 20,9%, Escherichia coli O157:H7 1,4%, y todas las demás <0,1%. En los Estados Unidos, los norovirus son la causa más común de intoxicaciones alimentarias, provocando el 75% de los brotes en 2004. En el pasado se creía que las infecciones bacterianas eran más prevalentes debido a que pocos lugares tenían la capacidad de comprobar la presencia de norovirus y no se hacía una vigilancia activa para este organismo particular. Los síntomas de infecciones bacterianas se demoran debido a que las bacterias necesitan tiempo para multiplicarse, por lo que no aparecen hasta pasadas unas 12-72 horas o más desde la ingesta de comida contaminada.
Los patógenos bacterianos comunes en intoxicaciones alimentarias son:
- Bacillus cereus

- Brucella spp.

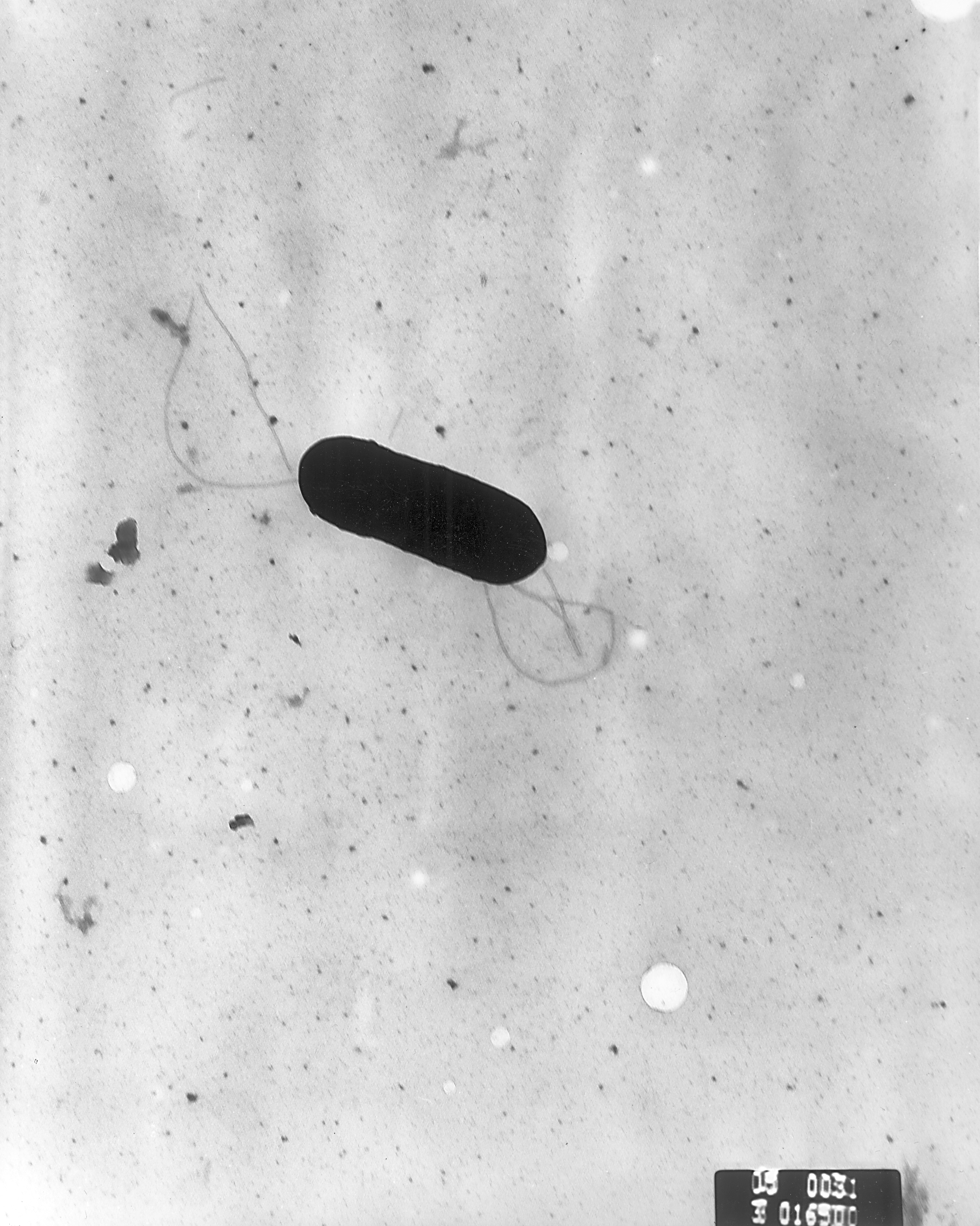
Listeria monocytogenes.

- Campylobacter jejuni, que puede provocar síndrome de Guillain-Barré secundario
- Corynebacterium ulcerans
- Coxiella burnetii o fiebre Q
- Escherichia coli O157:H7 enterohemorrágico (EHEC) que provoca síndrome hemolítico urémico

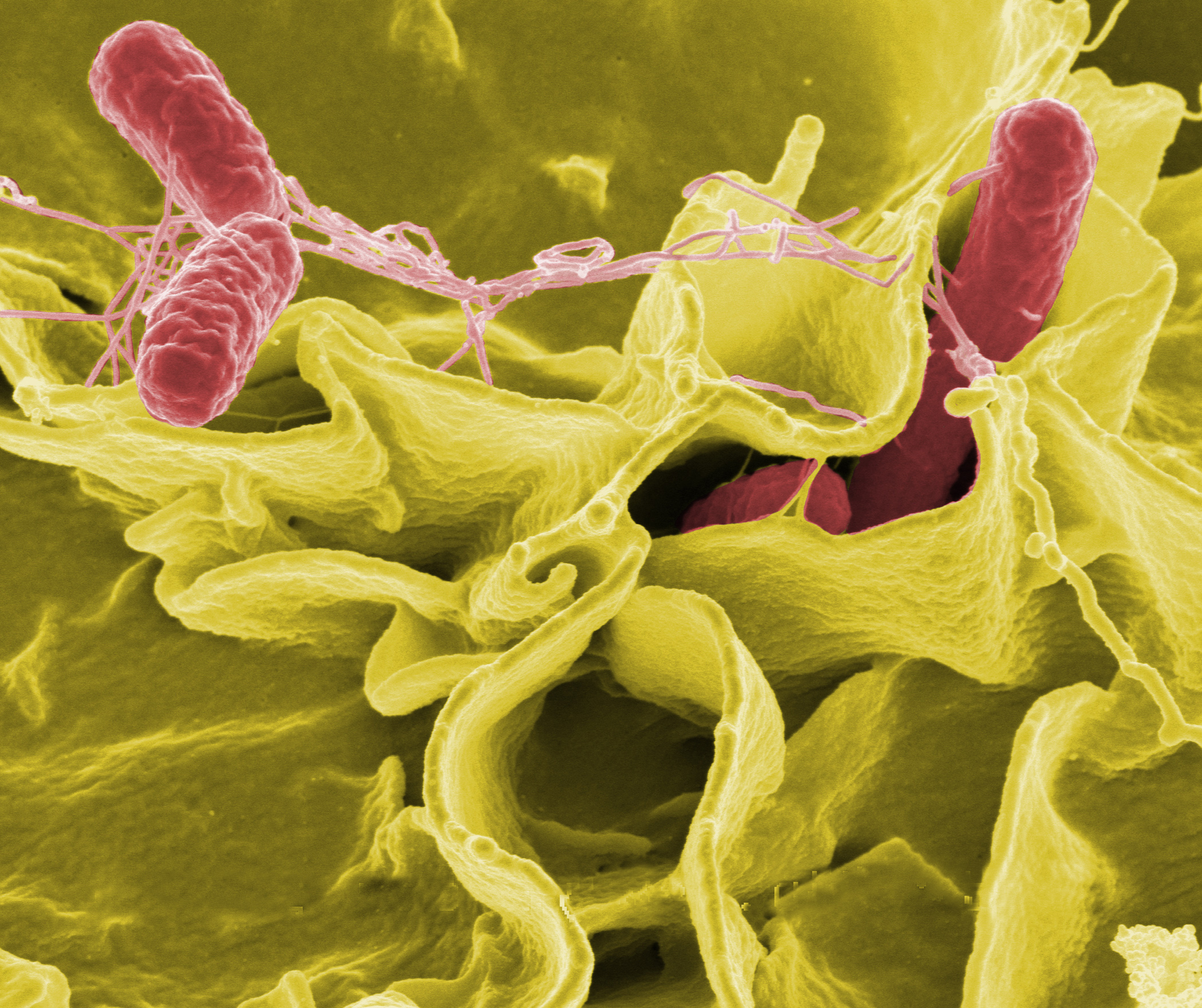
Salmonella.

- Escherichia coli enteroinvasiva (EIEC)
- Escherichia coli enteropatógena (EPEC)
- Escherichia coli enterotoxigénica (ETEC)
- Escherichia coli enterohemorrágica (EHEC)
- Escherichia coli enteroagregativa (EAEC o EAgEC)
- Listeria monocytogenes
- Plesiomonas shigelloides
- Salmonella spp.
- Shigella spp.
- Streptococcus
- Vibrio cholerae, incluyendo O1 y no-O1
- Vibrio parahaemolyticus
- Vibrio vulnificus
- Yersinia enterocolitica y Yersinia pseudotuberculosis

#### Exotoxinas
Además de las intoxicaciones provocadas por infección bacteriana directa, algunas intoxicaciones alimentarias se deben a exotoxinas que son excretadas por las propias bacterias en crecimiento. Las exotoxinas pueden provocar enfermedades incluso cuando los microbios que las produjeron han sido eliminados. Los síntomas aparecen típicamente tras 1-6 horas según la cantidad de toxina ingerida.
- Clostridium botulinum
- Clostridium perfringens
- Staphylococcus aureus
- Bacillus cereus

Por ejemplo, el Staphylococcus aureus produce una toxina que provoca intensos vómitos. La rara pero potencialmente mortal enfermedad del botulismo aparece cuando la bacteria anaeróbica Clostridium botulinum en alimentos poco ácidos inadecuadamente envasados produce una poderosa toxina paralizante.

#### Patógenos alimentarias emergentes
Todavía se sabe poco sobre las intoxicaciones alimentarias. Aproximadamente el 60% de los brotes se deben a fuentes aún desconocidas.
- Aeromonas hydrophila, Aeromonas caviae, Aeromonas sobria

#### Prevención de las intoxicaciones alimentarias bacterianas
La prevención es una tarea primordialmente estatal, mediante la definición de normas de higiene estrictas y un servicio público de inspección veterinaria en la cadena alimentaria, desde la granja hasta la industria de transformación y distribución (tiendas y restaurantes). Esta regulación incluye:
- Trazabilidad: en un producto final, debe ser posible conocer el origen de los ingredientes (granja de origen, identificación de la cosecha o del animal) y dónde y cuándo fue procesado, de forma que sea posible localizar y resolver (y posiblemente sancionar) el origen de la intoxicación, así como retirar los productos del mismo lote en venta cuando se detecta un problema.
- Respetar los protocolos de seguridad alimentaria como el HACCP y la cadena de frío.
- Poder de control y aplicación de la legislación para los veterinarios.

En casa del consumidor, la prevención consiste principalmente en buenas prácticas de seguridad alimentaria.
En agosto de 2006, las Food and Drug Administration estadounidense aprobó la terapia fágica, que incluye aplicar a la carne virus que infectan a las bacterias y previenen así las infecciones bacterianas. Esto ha causado preocupación debido a que sin un etiquetado obligatorio los consumidores no sabrán qué carnes y productos avícolas han recibido este tratamiento.

### Virus
Las infecciones víricas suponen quizá un tercio de los casos de intoxicaciones alimentarias en países desarrollados (en los EE. UU. más de la mitad de los casos son víricos). Suelen tener un periodo de incubación intermedio (1-3 días), provocan enfermedades autolimitadas en individuos por lo demás sanos y son parecidas a las formas bacterianas descritas anteriormente.

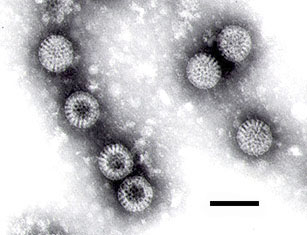
Rotavirus.

- Norovirus (anteriormente virus de Norwalk)
- Rotavirus
- Hepatitis A, que se distingue de otras causas víricas por su prolongado (2-6 semanas) periodo de incubación y su capacidad de propagarse más allá del estómago y los intestinos, hasta el hígado. A menudo provoca ictericia y rara vez lleva a una disfunción hepática crónica.
- Hepatitis E

### Parásitos
La mayoría de los parásitos alimentarios son zoonósicos.
- Platelmintos:
  - Diphyllobothrium sp.
  - Nanophyetus sp.
  - Taenia saginata
  - Taenia solium
  - Fasciola hepatica

- Nematodos:
  - Anisakis sp.
  - Ascaris lumbricoides
  - Strongyloides sp.
  - Trichinella spiralis
  - Trichuris trichiura

- Protozoos:

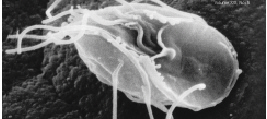
Giardia lamblia.

  - Acanthamoeba y otras amebas de vida independiente
  - Cryptosporidium parvum
  - Cyclospora cayetanensis
  - Entamoeba histolytica
  - Giardia lamblia
  - Sarcocystis hominis
  - Sarcocystis suihominis
  - Toxoplasma gondii

### Micotoxinas y micotoxicosis alimentarias
El término micotoxicosis alimentaria hace referencia al efecto del veneno por micotoxinas adquiridas a través del consumo de alimentos. Las mictoxinas a veces tienen efectos importantes a nivel de la salud de los animales y humanos. Por ejemplo, un brote que ocurrió en Reino Unido en 1960 causó la muerte de 100.000 pavos tras el consumo de maní contaminado por aflatoxina. En la Unión Soviética durante la Segunda Guerra Mundial, 5000 personas murieron debido a la Aleukia tóxica alimentaria (ALA).

### Toxinas naturales
En contraste con lo anterior, varios alimentos pueden contener toxinas de forma natural y no producida por otros agentes infecciosos. Son ejemplos los siguientes:
- aflatoxinas
- alcaloides
- ciguatera
- escombroidosis
- fitohemaglutinina
- grayanotoxina (intoxicación por miel o emponzoñamiento grayanotoxínico o emponzoñamiento rododéndrico)
- pirrolizidina
- tetrodotoxina (envenenamiento por pez globo)
- toxinas de mariscos, incluidas las intoxicaciones paralíticas, diarréicas, neurotóxicas, amnésicas y ciguatera
- toxinas de setas

### Otros agentes patógenos
- Priones, que provocan la enfermedad de Creutzfeldt-Jakob.

## Tomaínas
«Tomaína» es un antiguo nombre para un supuesto grupo de sustancias químicas sobre los que se teorizaba que provocaban intoxicaciones alimentarias. El descubrimiento de las bacterias dejó obsoleta esta teoría, y el término «tomaína» ya no se usa científicamente.

## Estadísticas
Cada año hay unos 76 millones de intoxicaciones alimentarias en los Estados Unidos (26.000 casos por cada 100.000 habitantes), 2 millones en el Reino Unido (3.400 casos por cada 100.000 habitantes) y 750.000 en Francia (1.210 casos por cada 100.000 habitantes).

### Estados Unidos
En los Estados Unidos se dan aproximadamente 76 millones de casos de intoxicación alimentaria (26.000 casos por cada 100.000 habitantes), de los que:
- 350.000 son hospitalizados (111 por 100.000 hab.)
- 5.000 mueren (1,7 por 100.000 hab.)

Se estima que el coste de estas intoxicaciones asciende a unos 35.000 millones de dólares en gastos médicos y pérdida de horas de trabajo (1997)

### Francia
En Francia se dan aproximadamente 750.000 de casos de intoxicación alimentaria (1.210 casos por cada 100.000 habitantes), de los que:
- 70.000 acudieron a un hospital de urgencia (113 por 100.000 hab.)
- 13 000 fueron hospitalizados (24 por 100.000 hab.)
- 400 murieron (0,9 por 100.000 hab.)

Las causas de intoxicación son:
|   | Causa                           | casos anuales                                                        |
| - | ------------------------------- | -------------------------------------------------------------------- |
| 1 | Salmonella                      | ~8.000 casos (13 por 100.000 hab.)                                   |
| 2 | Campylobacter                   | ~3.000 casos (4,8 por 100.000 hab.)                                  |
| 3 | Parásitos (incl. toxoplasmosis) | ~500 casos (0,8 por 100.000 hab.) ~400 casos (0,65 por 100.000 hab.) |
| 4 | Listeria                        | ~300 casos (0,5 por 100.000 hab.)                                    |
| 5 | Hepatitis A                     | ~60 casos (0,1 por 100.000 hab.)                                     |

Las causas de muertes provocadas por intoxicaciones alimentarias son:
|   | Causa         | casos anuales                                                            |
| - | ------------- | ------------------------------------------------------------------------ |
| 1 | Salmonella    | ~300 casos (0,5 por 100.000 hab.)                                        |
| 2 | Listeria      | ~80 casos (0,13 por 100.000 hab.)                                        |
| 3 | Parásitos     | ~37 casos (0,06 por 100.000 hab.) (toxoplasmosis en el 95% de los casos) |
| 4 | Campylobacter | ~15 casos (0,02 por 100.000 hab.)                                        |
| 5 | Hepatitis A   | ~2 casos (0,003 por 100.000 hab.)                                        |

## Brotes
La inmensa mayoría de las intoxicaciones alimentarias son casos individuales o esporádicos. El origen de la mayoría de los casos esporádicos es indeterminado. En los Estados Unidos, donde la población come fuera del hogar con frecuencia, la mayoría de los brotes (58%) se originan en restaurantes. Se dice que ocurre un brote cuando dos o más personas experimentan enfermedades parecidas tras consumir alimentos de una fuente común.
A menudo es una combinación de sucesos lo que contribuye a la aparición de un brote. Por ejemplo, los alimentos pueden quedar a temperatura ambiente varias horas, permitiendo que las bacterias se multipliquen, lo que combinado con un proceso de cocción inadecuado que no las elimine resulta en unos niveles bacterianos peligrosamente altos.
Los brotes se suelen identificar cuando los afectados saben unos de otros. Sin embargo, cada vez con más frecuencia los brotes son identificados por el personal sanitario público gracias a incrementos inesperados en resultados de laboratorio para ciertas cepas de bacterias.